# Beden
Beden är en bebyggelse i Nevishögs socken i Staffanstorps kommun i Skåne län, belägen några hundra meter söder om centralorten Staffanstorp, tillika ett par hundra meter öster om Önsvala i Mölleberga socken. SCB avgränsade före 2010 en egen småort för bebyggelsen för att 2010 räkna den som en del av den då av SCB avgränsade och namnsatta  tätorten Grevie och Beden. Från 2015 räknar SCB bebyggelsen som en del av Staffanstorps tätort.
Beden går i öst-västlig riktning från Kornheddinge mot Nordanå, norr om Sege å, söder om Staffanstorp och riksväg 11, utmed Lundaslättens kant mot backlandskapet kring Bara. Österut från Önsvala har gatehus byggts utmed Beden, vilka bildar själva orten Beden, på kartan med gatunamnen Dragonvägen och Husarvägen.
Beden ansluter i öster till Kungsbetet, en strimma utmark med skiftande bredd mellan Lund och Genarp som under medeltiden tros ha fungerat som en kombination av landsväg och betesmark.
| ”                                                                        | Till följd av enskifte, folkökning och olika agrartekniska nyheter skulle 1800-talet medföra en genomgripande omvandling av det äldre kulturlandskapet. Enskiftet genomfördes i området under 1800-talets två första decennier. [...] En annan följd av det ökade befolkningstrycket var en kraftig ökning av landsbygdens jordlösa befolkningskategorier. Effekterna härav blev bland annat att vissa gamla bytomter på nytt bebyggdes med gatehus för arbetare och hantverkare. Framför allt uppstod på flera håll i området nya samlingar av småbruk och hus, som ibland kunde växa ut till tätortsliknande samhällen. Som exempel kan här nämnas [...] hussamlingen på Beden, en kronans allmänning i södra delen av kyrkbyns mark. Folkmängden i Nevitshögs socken steg mellan 1805 och 1850 från cirka 525 till cirka 1 250 personer. Denna befolkningsökning utgjorde senare en väsentlig förutsättning för uppkomsten av Staffanstorps industrisamhälle. | „ |
| – Länsstyrelsen i Skåne län: Översiktlig kommunbeskrivning: Staffanstorp | |   |

## Etymologi
Beden betecknar egentligen en milslång sträcka som husarer använde för rast och bete (en annan ort med samma namn finns i Skurups kommun strax norr om Rydsgård) på vägen mellan exercisplatser och garnisonen i Malmö.